# Valletta
Valletta is de hoofdstad van de republiek Malta en de zetel van de Maltese regering en het parlement. Het is de kleinste hoofdstad van de Europese Unie qua inwonersaantal. Valletta ligt op een schiereiland, omringd door twee grote natuurlijke havens. Het is een vooraf geplande stad, wat terug te zien is in het schaakbordpatroon waarin de straten zijn aangelegd. In de stad zijn vele gebouwen te vinden uit de tijd dat de Orde van Malta over het land heerste en deze is omringd met imposante vestingwerken. Sinds 1980 staat de stad op de Werelderfgoedlijst van UNESCO.
De stad zelf telt zo'n 6.000 (2014) inwoners maar in de omliggende agglomeratie met aangrenzende steden als Sliema, Gżira, Paola en Marsa wonen ongeveer 400.000 mensen.

## Geschiedenis
Al tijdens de middeleeuwen stond op de landtong een uitkijkpost. Nadat Keizer Karel V de eilanden aan de Orde van Malta schonk werd die uitkijkpost verbouwd tot het Fort Sint-Elmo. Na het succesvol afslaan van de Turkse invasie in 1565 ontstond het plan binnen de orde om op deze landtong een nieuwe, sterk gefortificeerde, hoofdstad te bouwen, die de oude landinwaarts gelegen hoofdstad Mdina moest vervangen. Op 28 maart 1566 werd de eerste steen gelegd. Paus Pius IV gaf ingenieur Francesco Laparelli opdracht de vestingsstad te ontwerpen. Er werden muren en bastions gebouwd, tot wel 45 meter hoog en de stad werd ontworpen volgens een schaakbordpatroon. De stad werd vernoemd naar grootmeester Jean de la Vallette († 1568), die in 1565 het eiland had verdedigd tegen de Turken. In 1571 werd het de hoofdstad van Malta.
De kunstschilder Caravaggio verbleef begin 17e eeuw een tijd op Malta en schilderde er zijn Onthoofding van Johannes de Doper. Dit schilderij bevindt zich in de Sint-Janscokathedraal van Valletta.
In 1798 werd de stad veroverd door Franse revolutionaire troepen onder bevel van Napoleon Bonaparte (zie verder Expeditie van Napoleon naar Egypte). Hiermee kwam de eeuwenlange heerschappij van de Orde van Malta ten einde. Twee jaar later werd de stad ingenomen door de Britten die er hun hoofdkwartier voor de Mediterranean Fleet van de Royal Navy zouden vestigen vanwege de strategische ligging in de Middellandse Zee. Onder Britse heerschappij werden grote bouwprojecten opgestart. De stad kreeg zelfs een treinverbinding naar Mdina. Ook waren er plannen om een groot deel van de fortificaties af te breken maar dit is nooit uitgevoerd.
Omdat Malta dicht bij Sicilië ligt werden de eilanden veelvuldig aangevallen door de Duitsers en Italianen. O.a. Tijdens de Eerste en Tweede Slag om Malta waarbij de stad maandenlang gebombardeerd werd. Deze bombardementen hebben grote littekens achtergelaten in de stad. De bekendste herinnering is de ruïne van het Royal Opera House dat nadien niet meer herbouwd is.
In 1992 werd in Valletta het Verdrag van Malta getekend, waarin de omgang met archeologisch erfgoed door de Europese Unie is geregeld.

## Stadsbeeld
De stad ligt op een schiereiland, ingeklemd tussen de Grand Harbour en de Marsamxett Harbour. De omliggende steden aan de overkant van deze baaien horen bij de agglomeratie. De stad is bekend om haar opvallende bastions, courtines en schietkatten. De stad is ingedeeld in een schaakbordpatroon met rechte straten en pleinen. Opvallend zijn de houten Arabische overdekte balkons die de gevels van de gebouwen sieren. In de stad vindt men opvallende bouwwerken in maniërische, barokke en neoclassicistische architectuur.

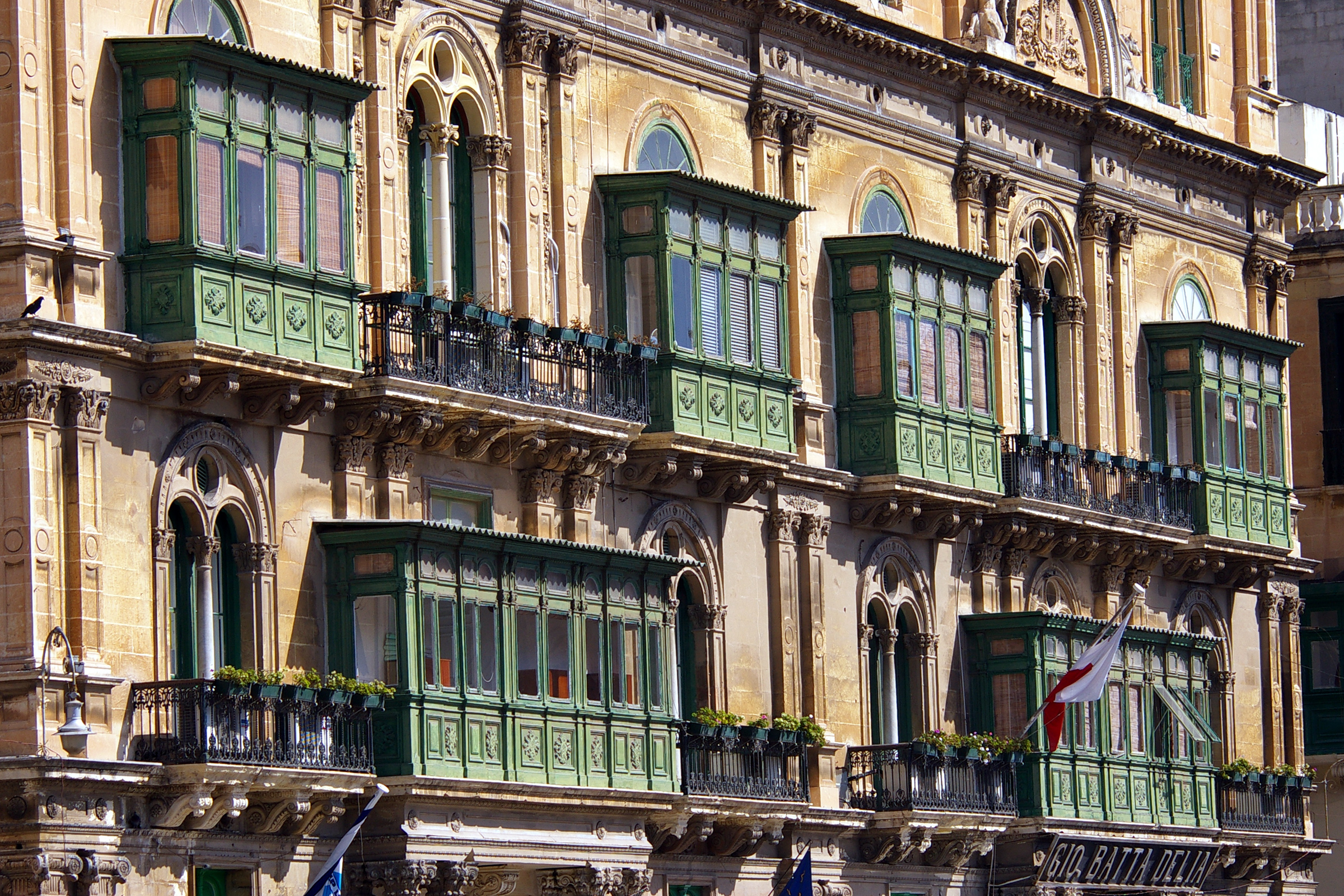
De typische balkons die overal in de stad te vinden zijn.

Middenin de stad staat het Grootmeesterspaleis dat  het hoofdkwartier van de Orde van Malta is geweest, later als parlementsgebouw werd gebruikt en waar nu de president kantoor houdt. Omdat de Orde uit verschillende langues bestond zijn er zeven opvallende stadspaleizen voor hen gebouwd die “herbergen” werden genoemd. De bekendste is de Herberg van Castilië wat thans het werkpaleis van de premier is. De stad kent twee kathedralen, de Sint-Pauluskathedraal en de Sint-Janscokathedraal. De Basiliek van de Heilige Maagd Maria van de berg Karmel heeft een koepel van 42 meter hoog die de stad domineert. Aan het eind van het schiereiland staat het Fort Sint-Elmo.
De Italiaanse architect Renzo Piano heeft in de 21e eeuw een stempel op de stad achtergelaten. Zo is het nieuwe parlementsgebouw van zijn hand en de nieuwe stadspoort. De ruïnes van het Royal Opera House werden opnieuw ingericht als concertlocatie met de naam “Pjazza Teatru Rjal”.

## Cultuur

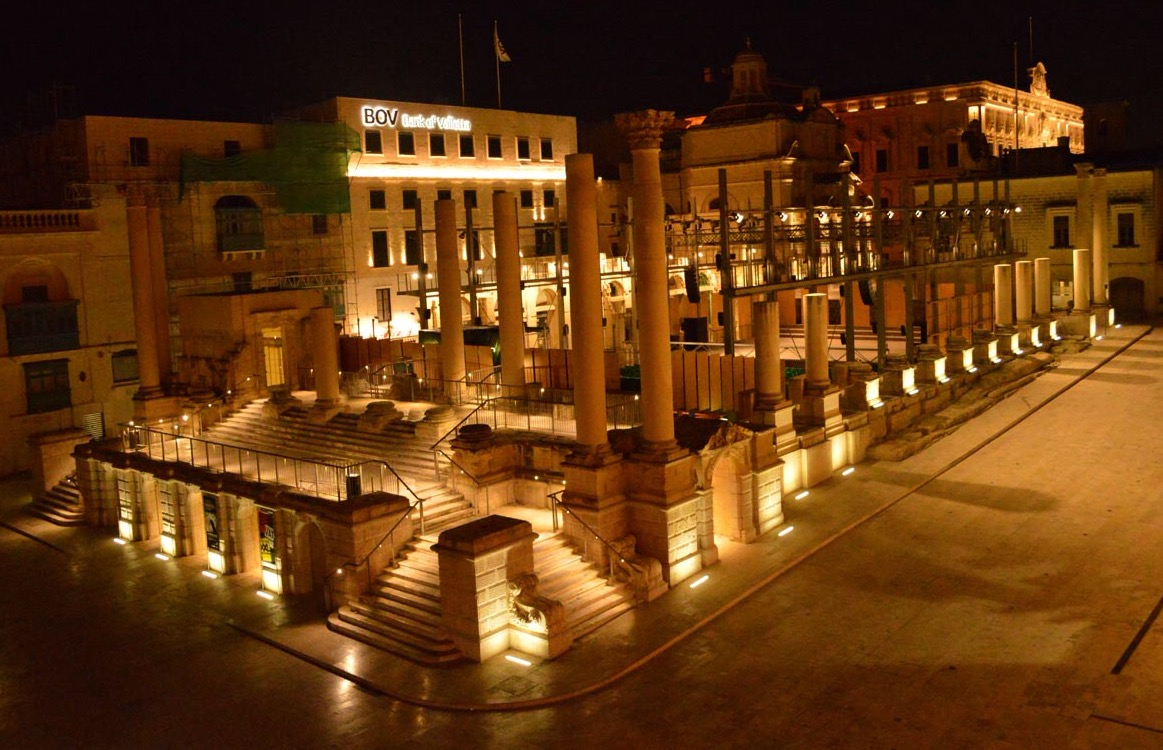
Het Pjazza Teatru Rjal op de restanten van het oude Royal Opera House waar nu concerten worden gegeven.

In de stad is het MUŻA (National Museum of Fine Arts) te vinden, gevestigd in het oude admiraliteitsgebouw. Het Manoel Theatre is de thuisbasis van het Maltees Philharmonisch Orkest. In een van de bastions van de stad, Saint James Cavalier, is een cultureel centrum ingericht. Malta International Contemporary Art Space is een museum voor moderne kunst.
Sinds 2013 wordt elk jaar het Valletta International Baroque Festival gehouden. Een groot muziekfestival. Het carnaval van Malta wordt uitbundig gevierd met een grote optocht met praalwagens, gemaskerde bals en een week lang feesten tot diep in de nacht.

### Sport
De Maltese voetbalclub Valletta FC is afkomstig uit de stad.

### Culturele hoofdstad en boycot
In 2018 was Valletta Culturele Hoofdstad van Europa. In 2017 werd journaliste Daphne Caruana Galizia vermoord, wat leidde tot een bestuurlijke boycot van de andere culturele hoofdstad, Leeuwarden.
In Valletta werd een monument opgericht voor Caruana Galizia. Jason Micallef, voorzitter van de raad van toezicht van  de organisatie achter culturele hoofdstad Valletta2018 (V18) en partijgenoot van premier Joseph Muscat, riep op om het monument te verwijderen en liet kritische spandoeken verwijderen.
Vooraanstaande schrijvers verenigd in de internationale schrijversorganisatie PEN International, onder wie schrijver Salman Rushdie en scenarioschrijver Ian McEwan, hebben Jason Micallef aangesproken op zijn denigrerende opmerkingen over Caruana Galizia, zes maanden na haar dood. In hun verklaring drukte PEN International "diepe bezorgdheid" hierover uit.

## Stedenbanden
- Rodos (Griekenland)

## Geboren
- Gerald Strickland (1861-1940), baron en staatsman
- Enrico Mizzi (1885-1950), premier van Malta
- George Borg Olivier (1911-1980), premier van Malta
- Guido de Marco (1931-2010), president van Malta (1999-2004) en voorzitter van de Algemene Vergadering van de Verenigde Naties
- Paul Cremona (1946-2025), bisschop
- Joseph Borg (1952), Europees Commissaris
- Lawrence Gonzi (1953), premier van Malta
- Tony Drago (1965), pool- en snookerspeler
- Gilbert Agius (1974), voetballer
- Jon Courtenay Grimwood, sciencefictionschrijver

## Overleden
- Matthew Festing (1949-2021), 79e grootmeester van de Soevereine Militaire Hospitaalorde van Sint-Jan van Jeruzalem, Rhodos en Malta